# Obergericht Meppen
Das Obergericht Meppen (offiziell: Königlich-Hannoversches und Herzoglich-Arenberg’sches Gesammt-Obergericht) war ein großes Obergericht im Königreich Hannover. Es hatte seinen Sitz in Meppen in Niedersachsen.
Nach der Revolution von 1848 wurde im Königreich Hannover die Rechtsprechung von der Verwaltung getrennt und die Patrimonialgerichtsbarkeit abgeschafft.
Die Rechte des Herzogs von Arenberg-Meppen als Standesherr bestanden jedoch fort. Der vollständige Name des Gerichtes war daher „Königlich-Hannoversches und Herzoglich-Arenberg’sches Gesamt-Obergericht“. Die bisherige Standesherrliche Herzoglich-Arenbergische Justiz-Kanzley zu Haselünne, also das Mittelgericht des Herzogtums war aufgehoben worden.
Zum 1. Oktober 1852 wurden 12 Große und 4 Kleine Obergerichte als Gerichte zweiter Instanz (vergleichbar mit heutigen Landgerichten), darunter das Obergericht Meppen eingerichtet.
Dem Obergericht Meppen waren folgende Amtsgerichte nachgeordnet:
- Königlich-Hannoversches Amtsgericht Freren
- Königlich-Hannoversches Amtsgericht Lingen
- Königlich-Hannoversches Amtsgericht Bentheim
- Königlich-Hannoversches Amtsgericht Neuenhaus
- Herzoglich-Arenberg’sches Amtsgericht Aschendorf
- Herzoglich-Arenberg’sches Amtsgericht Haselünne
- Herzoglich-Arenberg’sches Amtsgericht Hümmling
- Herzoglich-Arenberg’sches Amtsgericht Meppen
- Herzoglich-Arenberg’sches Amtsgericht Papenburg[3]

Mit der Annexion Hannovers durch Preußen 1866 wurde es zu einem preußischen Obergericht („Königlich-Preußisches und Herzoglich-Arenberg’sches Gesammt-Obergericht“). 1875 wurde das Gericht aufgehoben und der Gerichtsbezirk dem Obergericht Osnabrück zugeschlagen. Damit fielen auch die standesrechtliche Vorrechte des Herzogs weg.

## Gerichtsgebäude
1854 bis 1856 entstand an der heutigen Obergerichtsstraße der Neubau des Obergerichts. Das Gebäude verfügte über eine großzügige, das Stadtbild prägende Architektur. 1973 wurde es abgerissen.

## Richter
- Heinrich August Bezin, Obergerichtsdirektor
- Laurenz Bödiker, Obergerichtsvizedirektor (*)
- Mar. Vict. Ant. Frye, Obergerichtsrat (*)
- Ludwig Arn. Meier, Obergerichtsrat
- Ant. Niehaus, Obergerichtsrat (*)
- Joseph Schönigh, Obergerichtsrat (*)
- Joh. Wilhelm Gerhard Henschen, Obergerichtsrat
- Seo. Theod. Wedekond, Obergerichtsrat[5]
- Heinrich Russell, Obergerichtsrat (*)
- Franz Friedrich Wilhelm Aler. Vorhauer, Obergerichtsrat
- Philipp Panse, Obergerichtsrat[6]
- Gottlieb Planck, Obergerichtsrat, ab 1863
- Friedrich Heinrich Philipp Bergmann, Obergerichtsrat[7]

(* = vom Herzog ernannt)